# Ust-Lîpeanka, Mașivka
Ust-Lîpeanka (în ucraineană Усть-Лип'янка) este un sat în comuna Konovalivka din raionul Mașivka, regiunea Poltava, Ucraina.

## Demografie
Componența lingvistică a localității Ust-Lîpeanka
     Ucraineană (95,33%)
     Rusă (4,67%)
Conform recensământului din 2001, majoritatea populației localității Ust-Lîpeanka era vorbitoare de ucraineană (95,33%), existând în minoritate și vorbitori de rusă (4,67%).